# Albert de Mercy
Pour les articles homonymes, voir Albert Ier.
Pour les autres membres de la famille, voir Maison de Mercy.
Albert Ier de Mercy, est évêque de Verdun de 1156 à 1162.

## Biographie
Albert de Mercy fréquente la cour des souverains Lothaire de Supplinbourg et Conrad III de Hohenstaufen puis il devient primicier ou princier de Verdun,, de 1128 à 1156. Il habite alors à Verdun un bâtiment qui, reconstruit au XVIe siècle, est actuellement appelé Hôtel de la Princerie.
Il devient évêque de Verdun,, en 1156,, choisi par son prédécesseur l'évêque Albéron de Chiny, qui se retire alors dans un monastère. Albert de Mercy est évêque de Verdun jusqu'en 1162 ou 1163.
En 1156, l'empereur Frédéric Barberousse lui délivre un diplôme qui confirme les droits régaliens de l'évêque de Verdun en se référant à ceux reçus par l'évêque Haymon de l'empereur Otton III vers l'an mil et liste les domaines et les forteresses soumis à l'autorité de l'évêque,,.
En 1158, il reçoit l'aide du comte de Bar Renaud II pour régler les droits du châtelain d'Hattonchâtel Garnier de Sampigny.
À la fin de sa vie, il devient moine à l'abbaye Saint-Vanne de Verdun, où il meurt le 14 avril 1162. Il s'y fait inhumer,.
Il est l'oncle de l'évêque de Toul Roger de Mercy.

### Notice biographique
- J. Nicolas, « Albert de Mercy », dans Alfred Baudrillart, Albert Vogt et Urbain Rouziès (dir.), Dictionnaire d'histoire et de géographie ecclésiastiques, t. 1, Paris, Letouzey et Ané, 1912, 1744 p. (lire en ligne), p. 1539.